# Otto Olsen (strzelec)
Otto Martin Olsen (ur. 13 grudnia 1884 w Østre Aker w Oslo, zm. 13 stycznia 195 w Oslo) – norweski strzelec, ośmiokrotny medalista olimpijski.

## Życiorys
Brał udział w dwóch edycjach igrzysk olimpijskich, w latach 1920 i 1924. W 1920 zdobył 3 złote i 2 srebrne medale (w tym 2 złote w rywalizacji indywidualnej), a w 1924 złotu, srebrny i brązowy medal (ten ostatni w konkurencji indywidualnej). Jest rekordzistą wśród norweskich strzelców pod względem medali zdobytych na igrzyskach olimpijskich. Zdobył także 3 złote i 4 srebrne medale mistrzostw świata.

## Wyniki

### Igrzyska olimpijskie
| Igrzyska       | Konkurencja                                     | Wynik                             | Miejsce | Źródło |
| -------------- | ----------------------------------------------- | --------------------------------- | ------- | ------ |
| Antwerpia 1920 | Karabin dowolny, trzy postawy, 300 m            | 908 pkt.                          | ?       | [ 4 ]  |
| Antwerpia 1920 | Karabin dowolny, trzy postawy, 300 m, drużynowo | 4748 pkt. (druż.) 908 pkt. (ind.) |         | [ 5 ]  |
| Antwerpia 1920 | Karabin wojskowy leżąc, 300 m                   | 60 pkt.                           |         | [ 6 ]  |
| Antwerpia 1920 | Karabin wojskowy leżąc, 300 m, drużynowo        | 280 pkt. (druż.)                  | 6       | [ 7 ]  |
| Antwerpia 1920 | Karabin wojskowy leżąc, 600 m, drużynowo        | 282 pkt. (druż.)                  | 4       | [ 8 ]  |
| Antwerpia 1920 | Karabin wojskowy stojąc, 300 m, drużynowo       | 242 pkt. (druż.)                  | 6       | [ 9 ]  |
| Antwerpia 1920 | Karabin wojskowy leżąc, 300 i 600 m, drużynowo  | 565 pkt. (druż.) 117 pkt. (ind.)  |         | [ 10 ] |
| Antwerpia 1920 | Runda pojedyncza do sylwetki jelenia            | 43 pkt.                           |         | [ 11 ] |
| Antwerpia 1920 | Runda pojedyncza do sylwetki jelenia, drużynowo | 178 pkt. (druż.) 39 pkt. (ind.)   |         | [ 12 ] |
| Paryż 1924     | Karabin dowolny leżąc, 600 m                    | 73 pkt.                           | =53     | [ 13 ] |
| Paryż 1924     | Karabin dowolny leżąc, drużynowo                | 594 pkt. (druż.) 113 pkt. (ind.)  | 8       | [ 14 ] |
| Paryż 1924     | Runda pojedyncza do sylwetki jelenia            | 39                                |         | [ 15 ] |
| Paryż 1924     | Runda pojedyncza do sylwetki jelenia, drużynowo | 160 pkt. (druż.) 37 pkt. (ind.)   |         | [ 16 ] |
| Paryż 1924     | Runda podwójna do sylwetki jelenia, drużynowo   | 262 pkt. (druż.) 67 pkt. (ind.)   |         | [ 17 ] |

### Medale mistrzostw świata
Opracowano na podstawie materiałów źródłowych:
| Mistrzostwa    | Konkurencja                                     | Wynik            | Miejsce |
| -------------- | ----------------------------------------------- | ---------------- | ------- |
| Sztokholm 1929 | Runda pojedyncza do sylwetki jelenia            | 203 pkt.         |         |
| Sztokholm 1929 | Runda pojedyncza do sylwetki jelenia, drużynowo | 298 pkt. (druż.) |         |
| Sztokholm 1929 | Runda podwójna do sylwetki jelenia              | 192 pkt.         |         |
| Sztokholm 1929 | Runda podwójna do sylwetki jelenia, drużynowo   | 581 pkt. (druż.) |         |
| Lwów 1931      | Runda pojedyncza do sylwetki jelenia            | 1833 pkt.        |         |
| Lwów 1931      | Runda pojedyncza do sylwetki jelenia, drużynowo | 275 pkt. (druż.) |         |
| Lwów 1931      | Runda podwójna do sylwetki jelenia, drużynowo   | 163 pkt. (druż.) |         |